# 伦纳特·维塔拉
伦纳特·维塔拉（芬蘭語：Lennart Viitala，1921年11月8日—1966年2月24日），芬兰男子摔跤运动员。他曾代表芬兰参加1948年夏季奥林匹克运动会摔跤比赛，获得男子自由式蝇量级金牌。